# 若井兼三郎
若井 兼三郎（わかい かねさぶろう、	天保5年（1834年）‐ 明治41年（1908年）12月22日）は明治時代の日本の美術商である。パリで錦絵などを販売し、ジャポニスムブームの一翼を担った。

## 来歴
天保5年、浅草松山町に質屋の家に生まれる。生粋の江戸っ子で商才があり、成人して美術骨董商として独立した。1873年のウィーン万国博覧会に際し政府随行員として道具商の資格をもってヨーロッパに 渡る。その翌年の1874年、日本に帰国してから、ウィーン万博事務副総裁だった佐野常民の主導により提唱され、茶商であった松尾儀助が社長を務めた貿易商社「起立工商会社」を浅草蔵前に設立、同社の副社長に就任した。なお、兼三郎の妹しまは佐野の妾だった。
1876年のフィラデルフィア万国博覧会に参加した後、1878年5月20日から11月10日まで開催のパリ万国博覧会にも参加、この時に際して「起立工商会社」パリ支店を開設。また、佐野が会頭を務める龍池会にも参画した。
パリでは折からのジャポニスムブームにのって日本美需品は飛ぶように売れていったが、仕入れが間に合わず、粗悪品でも売り捌くという「起立工商会社」の方針に反発して1882年に同社を辞任、1884年には林忠正とともに共同で「若井・林商会」を設立、若井は日本から浮世絵版画など日本の美術品をパリへ取り寄せて同地において錦絵を販売、若井おやじとして知られた。1886年に林は独立してアパルトマンに移っている。明治41年12月22日、死去。享年75。墓所は谷中霊園。墓はかなり荒れており、撤去が危惧されている。